# 宇京頼三
宇京 頼三（うきょう らいぞう、1946年 - ）は、日本のフランス文学者、三重大学名誉教授。
1968年、岡山大学仏文科卒。1970年、九州大学大学院修士課程修了。岡山大学教養部助教授を経て、1984年、三重大学人文学部助教授、教授、2010年に定年退任、名誉教授。

## 著書
- フランスーアメリカ この〈危険な関係〉 三元社 2007年9月
- ストラスブール ヨーロッパ文明の十字路 未知谷 2009年3月
- 異形の精神 アンドレ・スュアレス評伝 岩波書店、2011年7月
- 仏独関係千年紀 ヨーロッパ建設への道 法政大学出版局 2014年5月

## 翻訳
- アルザス文化論 フレデリック・オッフェ みすず書房 1987年7月
- フランスのなかのドイツ人 アルザス・ロレーヌにおけるナチスのフランス壊滅作戦 ジャック・ロレーヌ 未来社 1989年2月
- 知識人の裏切り ジュリアン・バンダ 未来社 1990年10月 (ポイエーシス叢書)
- 余分な人間 『収容所群島』をめぐる考察 クロード・ルフォール 未来社 1991年10月 (ポイエーシス叢書)
- 極限に面して 強制収容所考 ツヴェタン・トドロフ 法政大学出版局 1992年9月 (叢書・ウニベルシタス)
- 人類 ブーヘンヴァルトからダッハウ強制収容所へ ロベール・アンテルム 未来社 1993年2月
- アルザスの言語戦争 ウージェーヌ・フィリップス 白水社 1994年1月
- 迷宮の岐路 コルネリュウス・カストリアディス 法政大学出版局 1994年8月 (迷宮の岐路)
- 細分化された世界 コルネリュウス・カストリアディス 法政大学出版局 1995年1月 (迷宮の岐路)
- エクリール 政治的なるものに耐えて クロード・ルフォール 法政大学出版局 1995年6月 (叢書・ウニベルシタス)
- ブーヘンヴァルトの日曜日 ホルヘ・センプルン 紀伊国屋書店 1995年12月
- 第三帝国下の科学 ナチズムの犠牲者か、加担者か ジョジアンヌ・オルフ=ナータン 法政大学出版局 1996年3月 (叢書・ウニベルシタス)
- ユダヤ人とドイツ 「ユダヤ・ドイツの共生」からアウシュヴィッツの記憶まで エンツォ・トラヴェルソ 法政大学出版局 1996年2月 (叢書・ウニベルシタス)
- ナチの絵画略奪作戦 エクトール・フェリシアーノ 平凡社 1998年7月
- 戦時下のアルザス・ロレーヌ　ピエール・リグロ 白水社 文庫クセジュ 1999年9月
- ベルリンに帰る 1997年ドイツ日誌 ブリジット・ソゼー 毎日新聞社 1999年12月
- マルクス主義者とユダヤ問題 ある論争の歴史 1843-1943年　エンツォ・トラヴェルソ 人文書院 2000年6月
- 豚の文化誌 ユダヤ人とキリスト教徒 クロディーヌ・ファーブル=ヴァサス 柏書房 2000年11月
- アウシュヴィッツと知識人 歴史の断絶を考える エンツォ・トラヴェルソ 岩波書店 2002年1月
- ハイパーテロルとグローバリゼーション ジャン・ボードリヤール/エドガール・モラン 岩波書店 2004年9月
- アメリカの眩暈 フランス人哲学者が歩いた合衆国の光と陰 ベルナール＝アンリ・レヴィ 早川書房 2006年12月
- アイデンティティの危機 アルザスの運命 ウージェーヌ・フィリップス 三元社 2007年8月
- パリ人論 フレデリック・オッフェ 未知谷 2009年11月
- 大恐慌のアメリカ ポール・クローデル外交書簡1927-1932 法政大学出版局 2011年1月（叢書・ウニベルシタス）
- ダッハウ強制収容所自由通り エドモン・ミシュレ 未來社 2016年1月
- 左翼のメランコリー　隠された伝統の力　一九世紀～二一世紀　エンツォ・トラヴェルソ 法政大学出版局 2018年1月（叢書・ウニベルシタス）
- ヨーロッパの内戦　炎と血の時代一九一四－一九四五年　エンツォ・トラヴェルソ 未來社 2018年7月
- ワインと戦争　ナチのワイン略奪作戦 クリストフ・リュカン 法政大学出版局 2019年8月
- コラボ＝対独協力者の粛清 マルク・ベルジェール 白水社 文庫クセジュ 2019年11月
- 白い骨片 ナチ収容所囚人の隠し撮り　クリストフ・コニェ 白水社 2020年12月
- ショアの100語　タル・ブリュットマン／クリストフ・タリコヌ 白水社 文庫クセジュ 2022年1月
- 一人称の過去　歴史記述における〈私〉 エンツォ・トラヴェルソ 未来社 2022年6月 (ポイエーシス叢書)
- 第一次世界大戦記 ポワリュの戦争日誌　モーリス・ジュヌヴォワ 国書刊行会 2024年9月

## 参考
- J-Global